# Mokrá Hora
Mokrá Hora är sedan 1961 en stadsdel i norra delen av Brno i Tjeckien. Sedan 1990 ingår den i stadsdelskommunen (městská část) Brno-Řečkovice a Mokrá Hora. Mokrá Hora ligger 286 meter över havet och antalet invånare är 2 612.